# Zwartmoeskervel

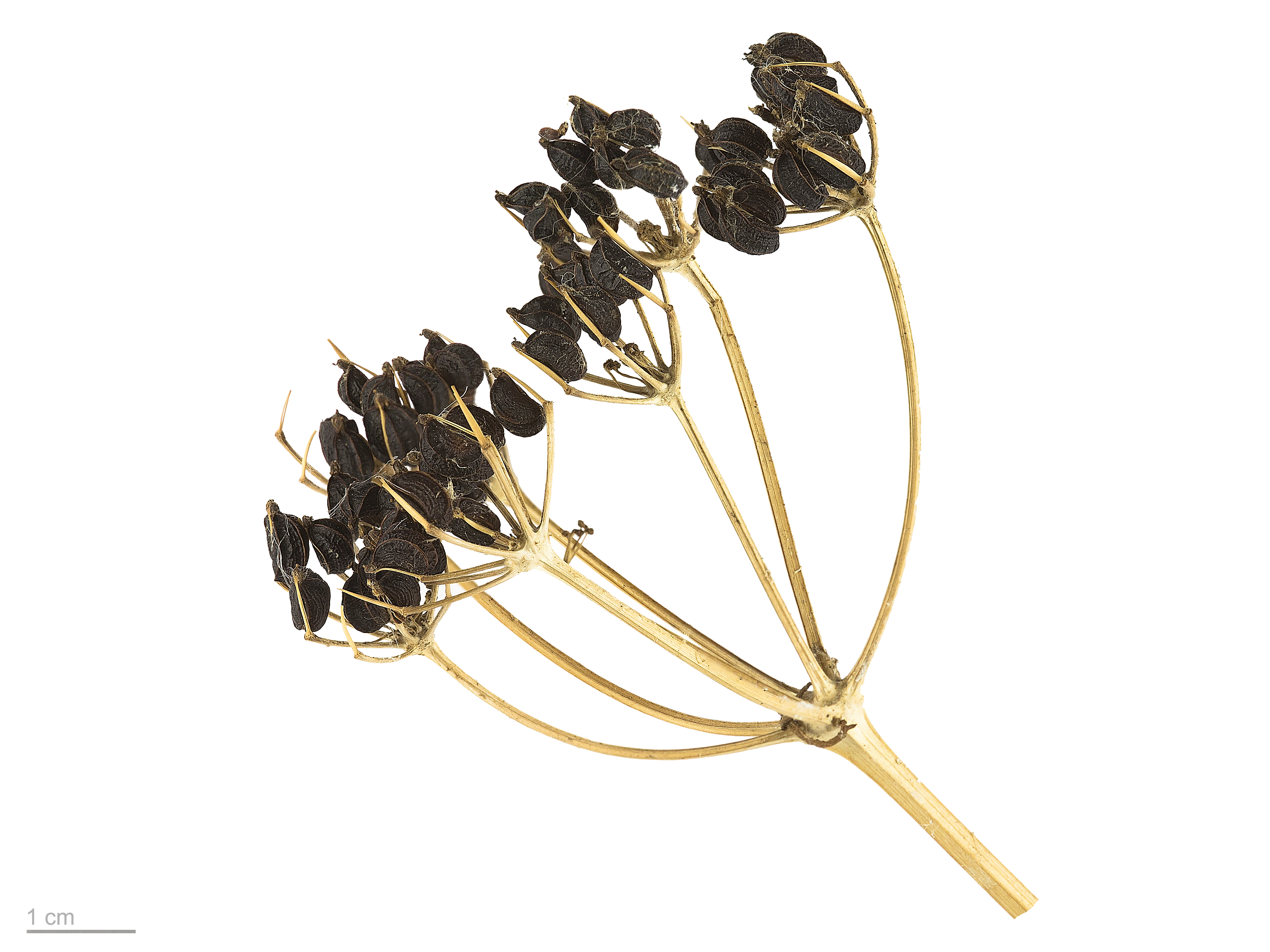
Smyrnium olusatrum

Zwartmoeskervel (Smyrnium olusatrum) is een plant uit de schermbloemenfamilie (Umbelliferae oftewel Apiaceae). De tweejarige plant groeit vooral in kustgebieden. In Nederland komt de soort voor op Texel en op Pampus. De stevige, vertakte stengels met glanzende bladeren kunnen een hoogte bereiken van ongeveer 1,5 m. De plant heeft een duidelijke geur en enigszins de smaak van selderij. Alle delen van de plant zijn eetbaar. De soort kan ook als potplant gekweekt worden.
De bloempjes zijn geel en 1–5 mm in doorsnede. Ze vormen schermen met weinig omwindseltjes. Zwartmoeskervel bloeit van april tot juni.
De vrucht is zwart en bolvormig en heeft een lengte van circa 8 mm.
De bladeren zijn lichtgroen als de plant volwassen is. Bij jonge planten zijn ze vaak geelachtig groen. De onderste bladeren zijn 30 cm of langer en zijn driemaal drietallig. De deelblaadjes zijn elliptisch tot rond. De bovenste bladeren zijn drietallig of tweevoudig drietallig.